# Promecotheca nuciferae
Promecotheca nuciferae is een keversoort uit de familie bladkevers (Chrysomelidae). De wetenschappelijke naam van de soort werd in 1929 gepubliceerd door Samarendra Maulik.